# Ph.D. (musikgrupp)
Ph.D är en brittisk new wavegrupp som är mest känd för låten "I Won't Let You Down" från 1982 som var en topp 10 hit i Storbritannien. Namnet Ph.D kommer från medlemmarnas efternamn Philips, Hymas och Diamond.

## Historia
Bandet bildades 1981 av Jim Diamond och de tidigare Jeff Beck Group medlemmarna Tony Hymas och Simon Phillips. De släppte sitt självbetitlade debutalbum 1981 och innehöll hitsingeln "I Won't Let You Down" som blev trea i Storbritannien. Den 1 augusti 1981 då MTV startade i USA var gruppens video för "Little Suzi's on the Up" (som hårdrocksgruppen Tesla gjorde cover på under namnet "Little Suzi" några år senare) den femte som visades. Gruppens andra album Is It Safe? släpptes 1983 och innehöll inga hits. Kort efter fick Jim Diamond hepatit och gruppen upplöstes på grund av Diamonds sjukdom. Jim Diamond blev senare soloartist och släppte den brittiska listettan "I Should Have Known Better" 1984. Gruppen återförenades 2006 och släppte 2009 albumet Three.

## Bandmedlemmar
Senaste medlemmar
- Jim Diamond – sång, gitarr (1981–1983, 2006–2015; död 2015)
- Tony Hymas – keyboard (1981–1983, 2006–2015)

Tidigare medlemmar
- Simon Phillips – trummor (1981–1983)

## Diskografi

### Studioalbum
- Ph.D (1981)
- Is It Safe? (1983)
- Three (2009)

### Singlar
- "I Won't Let You Down" (1982)
- "Little Suzi's on the Up" (1982)
- "There's No Answer To It" (1982)
- "I Didn't Know" (1983)
- "Fifth Of May" (1983)
- "Drive Time" (2009)